# Dominique René Vandamme
Dominique-Joseph René Vandamme, ursprungligen Van Damm, greve av Hüneburg, född den 5 november 1770 i Cassel (departementet Nord), död där den 15 juli 1830, var en fransk general.
Vandamme var vid revolutionens utbrott underofficer, bildade 1792 en frivillig jägarkår och avancerade genom tapperhet, militärisk begåvning och uppdriven republikanism ganska snart till divisionsgeneral. Som sådan kommenderade han 1799 och 1800 i södra Tyskland och Bataviska republiken (Holland). Efter att ha fört division under fälttåget i Österrike 1805 stod han 1806 och 1807 i Schlesien i spetsen för württembergska divisionen och förde 1809 en armékår. År 1812 förde Vandamme 8:e armékåren, vid kung Jérômes häravdelning, men hemsändes på grund av en tvist med denne. År 1813 gjorde han sitt namn förhatligt genom sin grymma behandling av Hamburg, förde 1:a armékåren och blev med denna slagen och fången av ryssarna vid Kulm (30 augusti). Återkommen från Ryssland först på hösten 1814, slöt sig Vandamme 1815 till Napoleon, fick befälet över 3:e armékåren och uppbar med denna det svåraste arbetet i slaget vid Ligny. Efter att en tid ha varit landsförvist slog sig Vandamme ned i Cassel.